# Kamna Gorca
Kamna Gorca je naselje u slovenskoj Općini Rogaškoj Slatini. Kamna Gorca se nalazi u pokrajini Štajerskoj i statističkoj regiji Savinjskoj. 

## Stanovništvo
Prema popisu stanovništva iz 2002. godine naselje je imalo 92 stanovnika.